# General Mariano Alvarez
General Mariano Alvarez é um município de  primeira classe de renda municipal (d) na província Cavite, nas Filipinas. De acordo com o censo de 1 de maio  de  2020 possui uma população de 172 433 pessoas e 41 233 domicílios.